# Laurentius Laelius

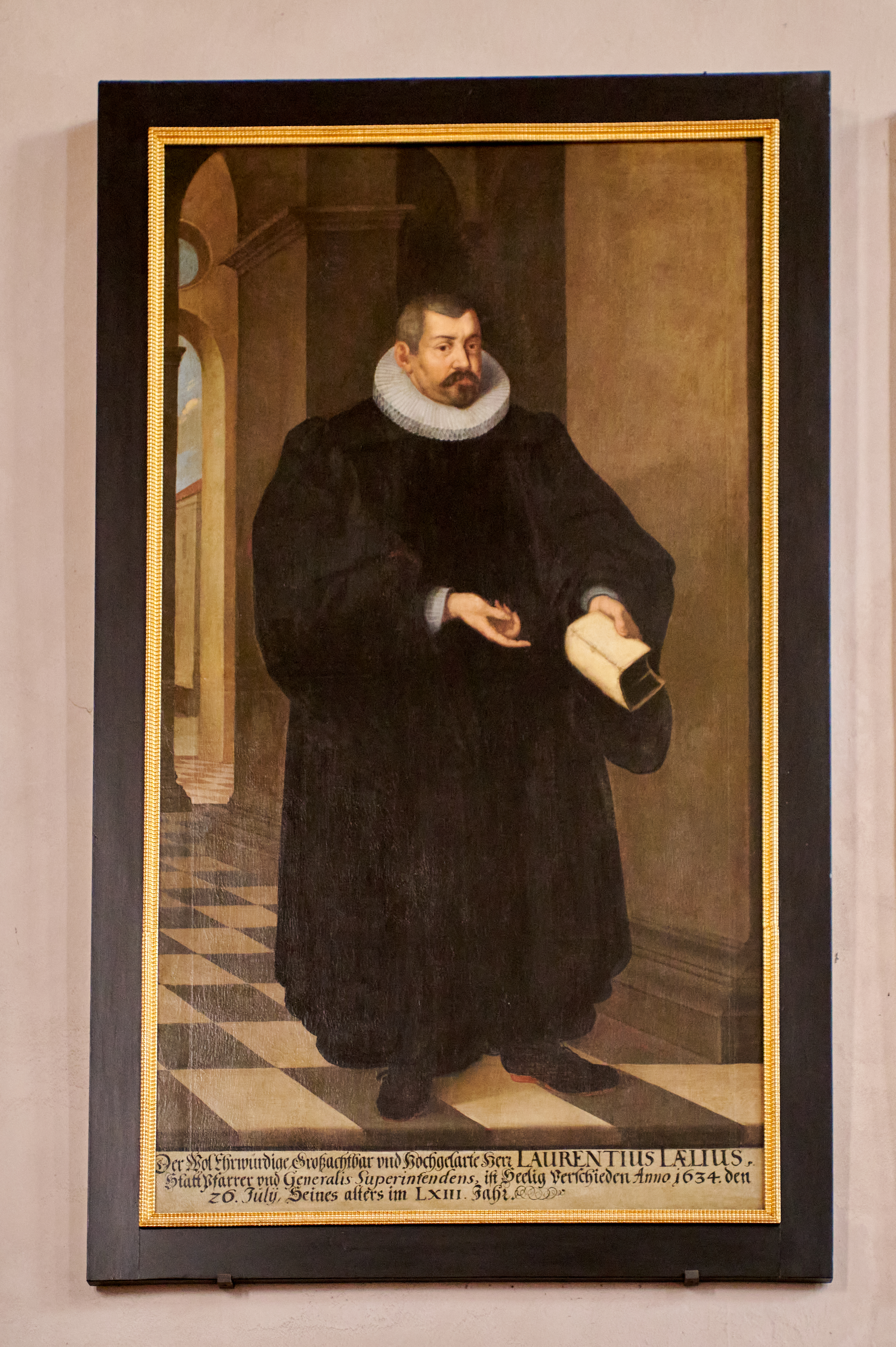
Das Totenbild des Laurentius Laelius in der Ansbacher Stadtpfarrkirche St. Johannis

Laurentius Laelius (Latinisierung von Lorenz Löhl; * 15. April 1572 in Kleinlangheim; † 26. Juli 1634) war ein evangelisch-lutherischer Pfarrer und Theologe. Er amtierte als Generalsuperintendent der Markgrafschaft Brandenburg-Ansbach und veröffentlichte mehrere Schriften zu religiösen Themen.

## Leben und Wirken
Laurentius Laelius wurde am 15. April 1572 in dem zum Fürstentum Ansbach gehörenden Ort Kleinlangheim im heutigen Unterfranken unter dem Namen Lorenz Löhl geboren. Der Junge besuchte das Gymnasium in Ansbach und qualifizierte sich zum Studium. Dieses absolvierte er an den Universitäten Jena und Wittenberg. Laelius schloss seine Ausbildung als Magister der Theologie ab, wobei er durch „Disputieren und Predigen“ aufgefallen war. Im Jahr 1597 kam Laelius zurück nach Ansbach und wurde hier im Jahr 1599 zum Diakon ernannt.
Bereits ab 1605 bekleidete Laelius das Amt des Stadtpfarrers an der Ansbacher St.-Johannis-Kirche. Gleichzeitig war er Konsistorialassessor in Ansbach. Mit dem Amt war das eines Generalsuperintendenten des Fürstentums Brandenburg-Ansbach verbunden. Damit übte Laelius das höchste Amt innerhalb der protestantischen Hierarchie im Fürstentum aus. Im Jahr 1610 wurde er als Abgeordneter zum Colloquium nach Regensburg entsandt. Ein Jahr später ist Laelius als Rektor der Fürstenschule im aufgelösten Kloster Heilsbronn nachgewiesen.
Nach 1614 wurde Laurentius Laelius neuerlich Stadtpfarrer von Ansbach. In dieser Zeit entstanden die meisten seiner Schriften. Am 26. Juli 1634 starb Laelius. Sein Bild hat sich in der Ansbacher Johanniskirche erhalten. Die Bildunterschrift lautet: „Der Wol Ehrwürdige, Großachtbar und Hochgelarte Herr LAURENTIUS LAELIUS, Stattpfarrer und Generalis Superintendens, ist seelig verschieden Anno 1634, den 26 July, Seines alters im LXIII. Jahr“.

## Werke (Auswahl)
- mit Aegidius Hunnius: Propositiones de regno Christi. Wittenberg 1597. Digitalisat
- Oratio funebris in laudem serenissimi Principis ac domini, domini Georgii Friderici Marchionis Brandenburgensis.... Schwabach 1603.